# Quatrième circonscription de la Drôme
La quatrième circonscription de la Drôme est l'une des quatre circonscriptions législatives françaises que compte le département de la Drôme (26) situé en région Rhône-Alpes.

## Description géographique et démographique
La quatrième circonscription de la Drôme est délimitée par le découpage électoral de la loi no 86-1197 du 24 novembre 1986
, elle regroupe les divisions administratives suivantes :
- Canton de Bourg-de-Péage
- Canton du Grand-Serre
- Canton de Romans-sur-Isère-1
- Canton de Romans-sur-Isère-2
- Canton de Saint-Donat-sur-l'Herbasse
- Canton de Saint-Vallier.

D'après le recensement général de la population en 2022, réalisé par l'Institut national de la statistique et des études économiques (INSEE), la population totale de cette circonscription est estimée à 138044 habitants,.

| Nom                          | Code Insee | Intercommunalité        | Superficie (km2) | Population (dernière pop. légale) | Densité (hab./km2) |
| ---------------------------- | ---------- | ----------------------- | ---------------- | --------------------------------- | ------------------ |
| Albon                        | 26002      | CC Porte de DrômArdèche | 25,62            | 1 935 (2022)                      | 76                 |
| Alixan                       | 26004      | CA Valence Romans Agglo | 28,28            | 2 698 (2022)                      | 95                 |
| Andancette                   | 26009      | CC Porte de DrômArdèche | 5,98             | 1 308 (2022)                      | 219                |
| Anneyron                     | 26010      | CC Porte de DrômArdèche | 36,23            | 4 152 (2022)                      | 115                |
| Arthémonay                   | 26014      | CA Arche Agglo          | 5,7              | 615 (2022)                        | 108                |
| Barbières                    | 26023      | CA Valence Romans Agglo | 14,4             | 1 138 (2022)                      | 79                 |
| Bathernay                    | 26028      | CA Arche Agglo          | 5,71             | 223 (2022)                        | 39                 |
| Beauregard-Baret             | 26039      | CA Valence Romans Agglo | 23,44            | 902 (2022)                        | 38                 |
| Beausemblant                 | 26041      | CC Porte de DrômArdèche | 11,67            | 1 453 (2022)                      | 125                |
| Bésayes                      | 26049      | CA Valence Romans Agglo | 9,53             | 1 309 (2022)                      | 137                |
| Bren                         | 26061      | CA Arche Agglo          | 11,03            | 680 (2022)                        | 62                 |
| Bourg-de-Péage               | 26057      | CA Valence Romans Agglo | 13,71            | 9 777 (2022)                      | 713                |
| Charmes-sur-l'Herbasse       | 26077      | CA Arche Agglo          | 12,84            | 823 (2022)                        | 64                 |
| Charpey                      | 26079      | CA Valence Romans Agglo | 15,48            | 1 539 (2022)                      | 99                 |
| Châteauneuf-de-Galaure       | 26083      | CC Porte de DrômArdèche | 18,08            | 1 807 (2022)                      | 100                |
| Châteauneuf-sur-Isère        | 26084      | CA Valence Romans Agglo | 45,57            | 4 159 (2022)                      | 91                 |
| Châtillon-Saint-Jean         | 26087      | CA Valence Romans Agglo | 8,82             | 1 299 (2022)                      | 147                |
| Chatuzange-le-Goubet         | 26088      | CA Valence Romans Agglo | 28,24            | 6 375 (2022)                      | 226                |
| Chavannes                    | 26092      | CA Arche Agglo          | 4,67             | 770 (2022)                        | 165                |
| Claveyson                    | 26094      | CC Porte de DrômArdèche | 16,13            | 926 (2022)                        | 57                 |
| Clérieux                     | 26096      | CA Valence Romans Agglo | 13,53            | 1 952 (2022)                      | 144                |
| Crépol                       | 26107      | CA Valence Romans Agglo | 11,42            | 527 (2022)                        | 46                 |
| Épinouze                     | 26118      | CC Porte de DrômArdèche | 11,21            | 1 527 (2022)                      | 136                |
| Eymeux                       | 26129      | CA Valence Romans Agglo | 9,88             | 1 083 (2022)                      | 110                |
| Fay-le-Clos                  | 26133      | CC Porte de DrômArdèche | 4,56             | 180 (2022)                        | 39                 |
| Génissieux                   | 26139      | CA Valence Romans Agglo | 8,93             | 2 422 (2022)                      | 271                |
| Geyssans                     | 26140      | CA Valence Romans Agglo | 10,9             | 739 (2022)                        | 68                 |
| Hauterives                   | 26148      | CC Porte de DrômArdèche | 30,51            | 1 895 (2022)                      | 62                 |
| Hostun                       | 26149      | CA Valence Romans Agglo | 18,24            | 1 048 (2022)                      | 57                 |
| Jaillans                     | 26381      | CA Valence Romans Agglo | 9,04             | 976 (2022)                        | 108                |
| La Baume-d'Hostun            | 26034      | CA Valence Romans Agglo | 8,46             | 594 (2022)                        | 70                 |
| Lapeyrouse-Mornay            | 26155      | CC Porte de DrômArdèche | 11,45            | 1 188 (2022)                      | 104                |
| Laveyron                     | 26160      | CC Porte de DrômArdèche | 5,32             | 1 253 (2022)                      | 236                |
| Le Chalon                    | 26068      | CA Valence Romans Agglo | 8,38             | 200 (2022)                        | 24                 |
| Le Grand-Serre               | 26143      | CC Porte de DrômArdèche | 24,74            | 949 (2022)                        | 38                 |
| Lens-Lestang                 | 26162      | CC Porte de DrômArdèche | 16,41            | 885 (2022)                        | 54                 |
| Manthes                      | 26172      | CC Porte de DrômArdèche | 6,83             | 678 (2022)                        | 99                 |
| Marches                      | 26173      | CA Valence Romans Agglo | 11,09            | 867 (2022)                        | 78                 |
| Margès                       | 26174      | CA Arche Agglo          | 9,79             | 1 076 (2022)                      | 110                |
| Marsaz                       | 26177      | CA Arche Agglo          | 8,95             | 690 (2022)                        | 77                 |
| Montchenu                    | 26194      | CA Arche Agglo          | 16,15            | 600 (2022)                        | 37                 |
| Montmiral                    | 26207      | CA Valence Romans Agglo | 26,69            | 659 (2022)                        | 25                 |
| Moras-en-Valloire            | 26213      | CC Porte de DrômArdèche | 8,58             | 685 (2022)                        | 80                 |
| Mours-Saint-Eusèbe           | 26218      | CA Valence Romans Agglo | 5,27             | 3 404 (2022)                      | 646                |
| Parnans                      | 26225      | CA Valence Romans Agglo | 11,24            | 701 (2022)                        | 62                 |
| Peyrins                      | 26231      | CA Valence Romans Agglo | 25,16            | 2 630 (2022)                      | 105                |
| Ponsas                       | 26247      | CC Porte de DrômArdèche | 2,71             | 527 (2022)                        | 194                |
| Ratières                     | 26259      | CC Porte de DrômArdèche | 9,01             | 275 (2022)                        | 31                 |
| Rochefort-Samson             | 26273      | CA Valence Romans Agglo | 24,59            | 1 061 (2022)                      | 43                 |
| Romans-sur-Isère             | 26281      | CA Valence Romans Agglo | 33,08            | 33 139 (2022)                     | 1 002              |
| Saint-Avit                   | 26293      | CC Porte de DrômArdèche | 8,94             | 320 (2022)                        | 36                 |
| Saint-Bardoux                | 26294      | CA Valence Romans Agglo | 10,63            | 599 (2022)                        | 56                 |
| Saint-Barthélemy-de-Vals     | 26295      | CC Porte de DrômArdèche | 20,27            | 1 852 (2022)                      | 91                 |
| Saint-Christophe-et-le-Laris | 26298      | CA Valence Romans Agglo | 11,35            | 425 (2022)                        | 37                 |
| Saint-Donat-sur-l'Herbasse   | 26301      | CA Arche Agglo          | 19,52            | 4 224 (2022)                      | 216                |
| Saint-Jean-de-Galaure        | 26216      | CC Porte de DrômArdèche | 13,18            | 1 258 (2022)                      | 95                 |
| Saint-Laurent-d'Onay         | 26310      | CA Valence Romans Agglo | 6,28             | 157 (2022)                        | 25                 |
| Saint-Martin-d'Août          | 26314      | CC Porte de DrômArdèche | 7,67             | 389 (2022)                        | 51                 |
| Saint-Michel-sur-Savasse     | 26319      | CA Valence Romans Agglo | 11,11            | 567 (2022)                        | 51                 |
| Saint-Paul-lès-Romans        | 26323      | CA Valence Romans Agglo | 15,77            | 1 927 (2022)                      | 122                |
| Saint-Rambert-d'Albon        | 26325      | CC Porte de DrômArdèche | 13,41            | 6 947 (2022)                      | 518                |
| Saint-Sorlin-en-Valloire     | 26330      | CC Porte de DrômArdèche | 26,5             | 2 237 (2022)                      | 84                 |
| Saint-Uze                    | 26332      | CC Porte de DrômArdèche | 10,1             | 2 129 (2022)                      | 211                |
| Saint-Vallier                | 26333      | CC Porte de DrômArdèche | 5,42             | 4 083 (2022)                      | 753                |
| Saint-Vincent-la-Commanderie | 26382      | CA Valence Romans Agglo | 13,34            | 619 (2022)                        | 46                 |
| Tersanne                     | 26349      | CC Porte de DrômArdèche | 9,49             | 354 (2022)                        | 37                 |
| Triors                       | 26355      | CA Valence Romans Agglo | 5,65             | 639 (2022)                        | 113                |
| Valherbasse                  | 26210      | CA Valence Romans Agglo | 43,57            | 1 020 (2022)                      | 23                 |

## Historique des députations
| Législature | Début de mandat | Fin de mandat  | Député                                   | Parti politique | Observations |
| ----------- | --------------- | -------------- | ---------------------------------------- | --------------- | --- |
| IXe         | 23 juin 1988    | 1er avril 1993 | Georges Durand,                          | UDF,            | |
| Xe          | 2 avril 1993    | 21 avril 1997  | Georges Durand,                          | UDF,            | Mandat écourté à la suite d'une dissolution parlementaire décidée par Jacques Chirac.                                              |
| XIe         | 12 juin 1997    | 18 juin 2002   | Henri Bertholet,                         | PS,             | Maire de Romans-sur-Isère |
| XIIe        | 19 juin 2002    | 19 juin 2007   | Gabriel Biancheri,                       | UMP,            | Maire de Hauterives, Conseiller général du Canton du Grand-Serre                                                                   |
| XIIIe       | 20 juin 2007    | 19 juin 2012   | Gabriel Biancheri Marie-Hélène Thoraval, | UMP ,           | Maire de Hauterives, Conseiller général du Canton du Grand-Serre Conseillère municipale de Romans-sur-Isère, Conseillère régionale |
| XIVe        | 20 juin 2012    | 20 juin 2017   | Nathalie Nieson                          | PS              | Maire de Bourg-de-Péage |
| XVe         | 21 juin 2017    | 21 juin 2022   | Emmanuelle Anthoine                      | LR              | Conseillère départementale du canton de Drôme des collines                                                                         |
| XVIe        | 22 juin 2022    | 9 juin 2024    | Emmanuelle Anthoine                      | LR              | Mandat écourté à la suite d'une dissolution parlementaire décidée par Emmanuel Macron.                                             |

## Historique des élections
Voici la liste des résultats des élections législatives dans la circonscription depuis le découpage électoral de 1986 :

### Élections de 1988
| Candidat       | Candidat                   | Parti               | Premier tour | Premier tour | Second tour | Second tour |  |
| Candidat       | Candidat                   | Parti               | Voix         | %            | Voix        | %           |  |
| -------------- | -------------------------- | ------------------- | ------------ | ------------ | ----------- | ----------- |  |
|                | Étienne-Jean Lapassat      | PS                  | 16 667       | 40,87        | 24 334      | 49,41       |  |
|                | Georges Durand élu         | Divers droite (URC) | 13 268       | 32,53        | 24 912      | 50,59       |  |
|                | Pierre Prados              | FN                  | 4 682        | 11,48        |             |             |  |
|                | Jacques Faure              | PCF                 | 3 779        | 9,27         |             |             |  |
|                | François Dubernet de Boscq | Divers droite       | 2 385        | 5,85         |             |             |  |
|                |                            |                     |              |              |             |             |  |
| Inscrits       | Inscrits                   | Inscrits            | 70 333       | 100,00       | 70 324      | 100,00      |  |
| Abstentions    | Abstentions                | Abstentions         | 26 078       | 37,08        | 19 761      | 28,1        |  |
| Votants        | Votants                    | Votants             | 44 255       | 62,92        | 50 563      | 71,9        |  |
| Blancs et nuls | Blancs et nuls             | Blancs et nuls      | 3 474        | 7,85         | 1 317       | 2,6         |  |
| Exprimés       | Exprimés                   | Exprimés            | 40 781       | 92,15        | 49 246      | 97,4        |  |

Le suppléant de Georges Durand était Henri Durand, ancien député, conseiller régional, conseiller général, maire de Bourg-de-Péage.
Georges Durand siégeait au groupe UDF.

### Élections de 1993
| Candidat       | Candidat                     | Parti                      | Premier tour | Premier tour | Second tour | Second tour |  |
| Candidat       | Candidat                     | Parti                      | Voix         | %            | Voix        | %           |  |
| -------------- | ---------------------------- | -------------------------- | ------------ | ------------ | ----------- | ----------- |  |
|                | Georges Durand sortant réélu | UDF (PR)                   | 16 766       | 36,48        | 26 311      | 58,85       |  |
|                | Henri Bertholet              | PS (ADFP)                  | 8 786        | 19,12        | 18 396      | 41,15       |  |
|                | Bernard Pinet                | FN                         | 7 909        | 17,21        |             |             |  |
|                | Denis Donger                 | Les Verts (EÉ)             | 5 317        | 11,57        |             |             |  |
|                | Jacques Faure                | PCF                        | 3 626        | 7,89         |             |             |  |
|                | Richard Muller               | CNI                        | 1 563        | 3,4          |             |             |  |
|                | Patrick Leblan               | Divers droite              | 1 401        | 3,05         |             |             |  |
|                | Victor Magnin                | Divers gauche (Maj. prés.) | 410          | 0,89         |             |             |  |
|                | Carmelo Martelli             | Extrême droite             | 177          | 0,39         |             |             |  |
|                |                              |                            |              |              |             |             |  |
| Inscrits       | Inscrits                     | Inscrits                   | 72 892       | 100,00       | 72 891      | 100,00      |  |
| Abstentions    | Abstentions                  | Abstentions                | 24 412       | 33,49        | 24 088      | 33,05       |  |
| Votants        | Votants                      | Votants                    | 48 480       | 66,51        | 48 803      | 66,95       |  |
| Blancs et nuls | Blancs et nuls               | Blancs et nuls             | 2 525        | 5,21         | 4 096       | 8,39        |  |
| Exprimés       | Exprimés                     | Exprimés                   | 45 955       | 94,79        | 44 707      | 91,61       |  |

Le suppléant de Georges Durand était Aimé Chaléon, Vice-Président du Conseil général, conseiller général du canton de Saint-Donat-sur-l'Herbasse, maire de Bathernay.

### Élections de 1997
| Candidat       | Candidat               | Parti          | Premier tour | Premier tour | Second tour | Second tour |  |
| Candidat       | Candidat               | Parti          | Voix         | %            | Voix        | %           |  |
| -------------- | ---------------------- | -------------- | ------------ | ------------ | ----------- | ----------- |  |
|                | Georges Durand sortant | UDF (PR)       | 12 243       | 26,46        | 19 905      | 38,52       |  |
|                | Henri Bertholet élu    | PS             | 12 036       | 26,01        | 22 172      | 42,91       |  |
|                | Bernard Pinet          | FN             | 10 337       | 22,34        | 9 597       | 18,57       |  |
|                | Jacques Faure          | PCF            | 3 844        | 8,31         |             |             |  |
|                | Jean-Marie Chosson     | Les Verts      | 2 193        | 4,74         |             |             |  |
|                | Françoise Hauss        | LDI (CNIP)     | 1 651        | 3,57         |             |             |  |
|                | Jean-Louis Blard       | GÉ             | 1 367        | 2,95         |             |             |  |
|                | Pierre Coup            | Divers         | 1 176        | 2,54         |             |             |  |
|                | Didier Machou          | LO             | 1 067        | 2,31         |             |             |  |
|                | Monique Bourbonneux    | IR             | 358          | 0,77         |             |             |  |
|                |                        |                |              |              |             |             |  |
| Inscrits       | Inscrits               | Inscrits       | 72 692       | 100,00       | 72 687      | 100,00      |  |
| Abstentions    | Abstentions            | Abstentions    | 24 009       | 33,03        | 18 964      | 26,09       |  |
| Votants        | Votants                | Votants        | 48 683       | 66,97        | 53 723      | 73,91       |  |
| Blancs et nuls | Blancs et nuls         | Blancs et nuls | 2 411        | 4,95         | 2 049       | 3,81        |  |
| Exprimés       | Exprimés               | Exprimés       | 46 272       | 95,05        | 51 674      | 96,19       |  |

La suppléante d'Henri Bertholet était Maryse Dumonteil, retraitée de France-Télécom, adjointe au maire de Saint-Vallier.

### Élections de 2002
| Candidat       | Candidat                | Parti             | Premier tour | Premier tour | Second tour | Second tour |  |
| Candidat       | Candidat                | Parti             | Voix         | %            | Voix        | %           |  |
| -------------- | ----------------------- | ----------------- | ------------ | ------------ | ----------- | ----------- |  |
|                | Gabriel Biancheri élu   | UMP               | 17 195       | 34,15        | 27 845      | 60,33       |  |
|                | Henri Bertholet sortant | PS                | 13 999       | 27,81        | 18 312      | 39,67       |  |
|                | Bernard Pinet           | FN                | 9 038        | 17,95        |             |             |  |
|                | Philippe Tormento       | Divers droite     | 3 495        | 6,94         |             |             |  |
|                | Jacques Faure           | PCF               | 1 660        | 3,3          |             |             |  |
|                | Jean-Marie Chosson      | Les Verts         | 1 349        | 2,68         |             |             |  |
|                | Yolande Florenson       | LCR               | 601          | 1,19         |             |             |  |
|                | Philippe Labadens       | MPF               | 523          | 1,04         |             |             |  |
|                | Marie-Christine Seemann | LO                | 491          | 0,98         |             |             |  |
|                | Daniel Carra            | MNR               | 491          | 0,98         |             |             |  |
|                | Paul Pélardy            | RPF               | 397          | 0,79         |             |             |  |
|                | Sophie Passaro          | LT-LNÉ            | 392          | 0,78         |             |             |  |
|                | Noël Brouty             | MHAN              | 285          | 0,57         |             |             |  |
|                | Alexis Hareaut          | IR                | 166          | 0,33         |             |             |  |
|                | Marie-José Galan        | Divers écologiste | 138          | 0,27         |             |             |  |
|                | Régis Ricard            | GÉ                | 126          | 0,25         |             |             |  |
|                |                         |                   |              |              |             |             |  |
| Inscrits       | Inscrits                | Inscrits          | 77 567       | 100,00       | 77 563      | 100,00      |  |
| Abstentions    | Abstentions             | Abstentions       | 26 329       | 33,94        | 29 678      | 38,26       |  |
| Votants        | Votants                 | Votants           | 51 238       | 66,06        | 47 885      | 61,74       |  |
| Blancs et nuls | Blancs et nuls          | Blancs et nuls    | 892          | 1,74         | 1 728       | 3,61        |  |
| Exprimés       | Exprimés                | Exprimés          | 50 346       | 98,26        | 46 157      | 96,39       |  |

La suppléante de Gabriel Biancheri était Aimée Macaire, chef d'entreprise à Châteauneuf-sur-Isère.

### Élections de 2007
| Candidat       | Candidat                        | Parti          | Premier tour | Premier tour | Second tour | Second tour |  |
| Candidat       | Candidat                        | Parti          | Voix         | %            | Voix        | %           |  |
| -------------- | ------------------------------- | -------------- | ------------ | ------------ | ----------- | ----------- |  |
|                | Gabriel Biancheri sortant réélu | UMP            | 23 416       | 45,93        | 28 940      | 57,68       |  |
|                | Catherine Coutard               | MRC (PS)       | 12 548       | 24,61        | 21 235      | 42,32       |  |
|                | Gérard Oriol                    | UDF–MoDem      | 4 498        | 8,82         |             |             |  |
|                | Bernard Pinet                   | FN             | 3 402        | 6,67         |             |             |  |
|                | Jean-David Abel                 | Les Verts      | 2 089        | 4,1          |             |             |  |
|                | Jean-Marc Durand                | PCF            | 1 459        | 2,86         |             |             |  |
|                | Yannick Vitton-Méa              | LCR            | 1 297        | 2,54         |             |             |  |
|                | Philippe Labadens               | MPF            | 975          | 1,91         |             |             |  |
|                | Françoise Caruso                | LT-LNÉ         | 647          | 1,27         |             |             |  |
|                | Marie-Christine Seemann         | LO             | 367          | 0,72         |             |             |  |
|                | Claude Estivant                 | MNR            | 287          | 0,56         |             |             |  |
|                |                                 |                |              |              |             |             |  |
| Inscrits       | Inscrits                        | Inscrits       | 85 625       | 100,00       | 85 630      | 100,00      |  |
| Abstentions    | Abstentions                     | Abstentions    | 33 937       | 39,63        | 34 134      | 39,86       |  |
| Votants        | Votants                         | Votants        | 51 688       | 60,37        | 51 496      | 60,14       |  |
| Blancs et nuls | Blancs et nuls                  | Blancs et nuls | 703          | 1,36         | 1 321       | 2,57        |  |
| Exprimés       | Exprimés                        | Exprimés       | 50 985       | 98,64        | 50 175      | 97,43       |  |

Gabriel Biancheri est décédé le 28 décembre 2010. Il a été remplacé par sa suppléante, Marie-Hélène Thoraval, responsable marketing, conseillère municipale de Romans-sur-Isère.

### Élections de 2012
| Candidat       | Candidat                       | Parti             | Premier tour | Premier tour | Second tour | Second tour |  |
| Candidat       | Candidat                       | Parti             | Voix         | %            | Voix        | %           |  |
| -------------- | ------------------------------ | ----------------- | ------------ | ------------ | ----------- | ----------- |  |
|                | Nathalie Nieson élue           | PS                | 19 068       | 35,53        | 26 953      | 52,70       |  |
|                | Marie-Hélène Thoraval sortante | UMP               | 16 100       | 30,00        | 24 192      | 47,30       |  |
|                | Joël Cheval                    | RBM (FN)          | 10 946       | 20,39        |             |             |  |
|                | Jean-Marc Durand               | FG (PCF)          | 2 995        | 5,58         |             |             |  |
|                | Jean-David Abel                | EÉLV              | 1 901        | 3,54         |             |             |  |
|                | Gérard Oriol                   | Divers droite     | 1 067        | 1,99         |             |             |  |
|                | Annie Vital                    | MOC (NPA, ALT)    | 686          | 1,28         |             |             |  |
|                | Claudine Chenu                 | Divers écologiste | 592          | 1,10         |             |             |  |
|                | Monique Bernard                | LO                | 305          | 0,57         |             |             |  |
|                | Jacques Durand                 | RIC               | 11           | 0,02         |             |             |  |
|                |                                |                   |              |              |             |             |  |
| Inscrits       | Inscrits                       | Inscrits          | 90 017       | 100,00       | 90 017      | 100,00      |  |
| Abstentions    | Abstentions                    | Abstentions       | 35 721       | 39,68        | 37 494      | 41,65       |  |
| Votants        | Votants                        | Votants           | 54 296       | 60,32        | 52 523      | 58,35       |  |
| Blancs et nuls | Blancs et nuls                 | Blancs et nuls    | 625          | 1,15         | 1 378       | 2,62        |  |
| Exprimés       | Exprimés                       | Exprimés          | 53 671       | 98,85        | 51 145      | 97,38       |  |

### Élections de 2017
Les élections législatives françaises de 2017 auront lieu le 11 juin 2017 pour le premier tour, et le 18 juin 2017 pour le second tour.
|                                                                           |                                                                             |                           |                           |                          |                          |
|                                                                           |                                                                             | Premier tour 11 juin 2017 | Premier tour 11 juin 2017 | Second tour 18 juin 2017 | Second tour 18 juin 2017 |
|                                                                           |                                                                             |                           |                           |                          |                          |
|                                                                           |                                                                             | Nombre                    | % des inscrits            | Nombre                   | % des inscrits           |
| Inscrits                                                                  | Inscrits                                                                    | 94 257                    | 100,00                    | 94 249                   | 100,00                   |
| Abstentions                                                               | Abstentions                                                                 | 46 982                    | 49,84                     | 53 817                   | 57,10                    |
| Votants                                                                   | Votants                                                                     | 47 275                    | 50,16                     | 40 432                   | 42,90                    |
|                                                                           |                                                                             |                           | % des votants             |                          | % des votants            |
| Bulletins blancs                                                          | Bulletins blancs                                                            | 702                       | 1,48                      | 3 403                    | 8,42                     |
| Bulletins nuls                                                            | Bulletins nuls                                                              | 268                       | 0,57                      | 1 394                    | 3,45                     |
| Suffrages exprimés                                                        | Suffrages exprimés                                                          | 46 305                    | 97,95                     | 35 635                   | 88,14                    |
|                                                                           |                                                                             |                           |                           |                          |                          |
| Candidat Étiquette politique (partis et alliances)                        | Candidat Étiquette politique (partis et alliances)                          | Voix                      | % des exprimés            | Voix                     | % des exprimés           |
|                                                                           |                                                                             |                           |                           |                          |                          |
|                                                                           | Latifa Chay La République en marche !                                       | 10 345                    | 22,34                     | 15 520                   | 43,55                    |
|                                                                           | Emmanuelle Anthoine Les Républicains (Union des démocrates et indépendants) | 9 779                     | 21,12                     | 20 115                   | 56,45                    |
|                                                                           | Bruno Derly Front national                                                  | 8 007                     | 17,29                     |                          |                          |
|                                                                           | Pierre Jouvet Parti socialiste                                              | 7 980                     | 17,23                     |                          |                          |
|                                                                           | Emma Ould Aoudia La France insoumise                                        | 4 922                     | 10,63                     |                          |                          |
|                                                                           | Dominique Reynaud Europe Écologie Les Verts                                 | 2 094                     | 4,52                      |                          |                          |
|                                                                           | Jean-Marc Durand Parti communiste français                                  | 845                       | 1,82                      |                          |                          |
|                                                                           | Raphaël Bertrand Divers droite (577-Les Indépendants)                       | 713                       | 1,54                      |                          |                          |
|                                                                           | Alain Lavedrine Divers droite (Parti chrétien-démocrate)                    | 411                       | 0,89                      |                          |                          |
|                                                                           | Monique Bernard Lutte ouvrière                                              | 385                       | 0,83                      |                          |                          |
|                                                                           | Dorothée Roullet Divers (Union populaire républicaine)                      | 367                       | 0,79                      |                          |                          |
|                                                                           | Christine Collonge Divers (Mouvement 100 %)                                 | 253                       | 0,55                      |                          |                          |
|                                                                           | Martine Cavasse Extrême droite (Souveraineté, identité et libertés)         | 118                       | 0,25                      |                          |                          |
|                                                                           | Paul Pelardy Divers droite (Rassemblement pour la France)                   | 86                        | 0,19                      |                          |                          |
|                                                                           | Nadia Mana Divers gauche                                                    | 0                         | 0,00                      |                          |                          |
| Source : Ministère de l'Intérieur - Quatrième circonscription de la Drôme |                                                                             |                           |                           |                          |                          |

Le suppléant d'Emmanuelle Anthoine était Christian Gauthier, retraité, maire de Chatuzange-le-Goubet.

### Élections de 2022
Les élections législatives françaises de 2022 se déroulent les dimanches 12 et 19 juin 2022.
|                                                    |                                                              |                           |                           |                          |                          |
|                                                    |                                                              | Premier tour 12 juin 2022 | Premier tour 12 juin 2022 | Second tour 19 juin 2022 | Second tour 19 juin 2022 |
|                                                    |                                                              |                           |                           |                          |                          |
|                                                    |                                                              | Nombre                    | % des inscrits            | Nombre                   | % des inscrits           |
| Inscrits                                           | Inscrits                                                     | 99 168                    | 100                       | 99 201                   | 100                      |
| Abstentions                                        | Abstentions                                                  | 49 609                    | 50,03                     | 50 327                   | 50,73                    |
| Votants                                            | Votants                                                      | 49 559                    | 49,97                     | 48 874                   | 49,27                    |
|                                                    |                                                              |                           | % des votants             |                          | % des votants            |
| Bulletins blancs                                   | Bulletins blancs                                             | 595                       | 1,20                      | 1 517                    | 3,10                     |
| Bulletins nuls                                     | Bulletins nuls                                               | 247                       | 0,50                      | 594                      | 1,22                     |
| Suffrages exprimés                                 | Suffrages exprimés                                           | 48 717                    | 98,30                     | 46 763                   | 95,68                    |
|                                                    |                                                              |                           |                           |                          |                          |
| Candidat Étiquette politique (partis et alliances) | Candidat Étiquette politique (partis et alliances)           | Voix                      | % des exprimés            | Voix                     | % des exprimés           |
|                                                    |                                                              |                           |                           |                          |                          |
|                                                    | Pierre Jouvet Nouvelle Union populaire écologique et sociale | 14 858                    | 30,50                     | 19 686                   | 42,10                    |
|                                                    | Emmanuelle Anthoine* Les Républicains                        | 12 579                    | 25,82                     | 27 077                   | 57,90                    |
|                                                    | Véronique François Rassemblement national                    | 9 801                     | 20,12                     |                          |                          |
|                                                    | Olivier Gafa Ensemble !                                      | 7 791                     | 15,99                     |                          |                          |
|                                                    | Geneviève Verny Reconquête                                   | 1 864                     | 3,83                      |                          |                          |
|                                                    | Nadine Nicolas Droite souverainiste                          | 792                       | 1,63                      |                          |                          |
|                                                    | Monique Bernard Lutte ouvrière                               | 599                       | 1,23                      |                          |                          |
|                                                    | Gérard Julien Droite souverainiste                           | 277                       | 0,57                      |                          |                          |
|                                                    | Aydin Tanriverdi Divers gauche                               | 156                       | 0,32                      |                          |                          |
| * Députée sortante                                 |                                                              |                           |                           |                          |                          |

Le suppléant d'Emmanuelle Anthoine était Christian Gauthier.

### Élections de 2024
| Candidat                 | Candidat                 | Parti et coalition       | Nuance                   | Premier tour | Premier tour | Second tour | Second tour |
| Candidat                 | Candidat                 | Parti et coalition       | Nuance                   | Voix         | %            | Voix        | %           |
| ------------------------ | ------------------------ | ------------------------ | ------------------------ | ------------ | ------------ | ----------- | ----------- |
|                          | Thibaut Monnier          | RN                       | RN                       | 26 621       | 38,37        | 29 846      | 41,97       |
|                          | Isabelle Pagani          | PS (NFP)                 | UG                       | 18 222       | 26,27        | 22 788      | 32,05       |
|                          | Emmanuelle Anthoine      | LR                       | LR                       | 16 635       | 23,98        | 18 473      | 25,98       |
|                          | Olivier Gafa             | MoDem (ENS)              | ENS                      | 5 762        | 8,31         |             |             |
|                          | Guy Bermond              | DLF                      | DSV                      | 798          | 1,15         |             |             |
|                          | Évelyne Reybert          | REC                      | REC                      | 702          | 1,01         |             |             |
|                          | Monique Bernard          | LO                       | EXG                      | 634          | 0,91         |             |             |
|                          |                          |                          |                          |              |              |             |             |
| Votes valides            | Votes valides            | Votes valides            | Votes valides            | 69 374       | 97,80        | 71 107      | 97,93       |
| Votes blancs             | Votes blancs             | Votes blancs             | Votes blancs             | 1 024        | 1,44         | 1 045       | 1,44        |
| Votes nuls               | Votes nuls               | Votes nuls               | Votes nuls               | 539          | 0,76         | 453         | 0,62        |
| Total                    | Total                    | Total                    | Total                    | 70 937       | 100          |             | 100         |
| Abstention               | Abstention               | Abstention               | Abstention               | 29 765       | 29,56        |             | 27,91       |
| Inscrits / participation | Inscrits / participation | Inscrits / participation | Inscrits / participation | 100 702      | 70,44        | 100 714     | 72,09       |

Le suppléant de Thibaut Monnier est Thierry Sénéclauze, agriculteur céréalier à Anneyron.

#### Département de la Drôme
- La fiche de l'INSEE de cette circonscription : « Tableaux et Analyses de la quatrième circonscription de la Drôme », sur insee.fr, site de l'Institut national de la statistique et des études économiques (consulté le 10 juin 2007) [PDF]
- « Tous les députés du département de la Drôme depuis 1789 », sur assemblee-nationale.fr, site de l'Assemblée nationale française (consulté le 10 juin 2007)
- « Informations contentieuses sur le département de la Drôme (Élections législatives de 2002) »(Archive.org • Wikiwix • Archive.is • Google • Que faire ?), sur conseil-constitutionnel.fr, site du Conseil constitutionnel (consulté le 13 juin 2007)

#### Circonscriptions en France
- « Carte des circonscriptions législatives en France », sur assemblee-nationale.fr, site de l'Assemblée nationale française (consulté le 20 juin 2007)
- « Résultats électoraux officiels en France »(Archive.org • Wikiwix • Archive.is • Google • Que faire ?), sur interieur.gouv.fr, site du ministère de l'Intérieur (France) (consulté le 13 juin 2007)
- Description et Atlas des circonscriptions électorales de France sur http://www.atlaspol.com, Atlaspol, site de cartographie géopolitique, consulté le 13 juin 2007.